# 歸德軍節度使
歸德軍節度使，五代時期設置的節度使。後梁在今河南省商丘市設立宣武軍節度使，後唐時更名為歸德軍節度使。

## 轄區
歸德軍治所在宋州（今河南省商丘市），下轄宋州、亳州、輝州（後改名單州，952年割屬彰信軍節度使）、潁州（952年割屬鎮安軍節度使），即今河南省寧陵、柘城、鹿邑、沈丘以東，山東省成武以南和安徽省碭山、蒙城、颍上以西等地。

## 年表
後梁開平三年（909年），升宋州為宣武軍節度使，割亳、輝、潁3州隸之。
後唐同光元年（923年）十二月，改宣武軍為歸德軍節度使。
同光二年（924年），輝州改名單州。
後周廣順二年（952年），割單州屬彰信軍節度使，割潁州屬鎮安軍節度使。
北宋建隆三年（962年）七月，宋太祖解除地方節度使的兵權。
北宋開寶二年（969年）十二月，宋太祖限制地方節度使節制州縣的權力。

## 歷代節度使
宣武軍
- 朱友諒（909－910
- 袁象先（910，权知）
- 朱友能（910—912，留后）
- 朱全昱（912－916）
- 袁象先（916－923）

歸德軍
- 李紹安（即袁象先）（923－924）
- 李紹榮（924－926）
- 王晏球（926－929）
- 趙延壽（929－930）
- 安元信（930－933）
- 劉仲殷（933－934）
- 李從敏（934）
- 劉仲殷（934－935）
- 趙在禮（935－938）
- 劉知遠（938－940）
- 安彥威（940－942）
- 高行周（942－945）
- 李守貞（945－946）
- 高行周（946－947）
- 杜重威（947，未至任）
- 史弘肇（947－950）
- 李洪義（951－952）
- 常思（952－953）
- 趙暉（953－954）
- 李重進（954－957）
- 向訓（957－958）
- 韓通（958－959）
- 趙匡胤（959－960）
- 石守信（960－961）
- 高怀德（961－977）

辽朝亦曾任命刘敏（一名刘密，不迟于957年去世）为归德军节度使，任期待考。